# Анкудінов Тимофій Дементійович
Тимофій Дементійович Анкудінов (Акідінов), Тимошка Анкудинов (не раніше 1617, Вологда — 1654, Москва) — міжнародний авантюрист, самозванець, поет, який видавав себе за міфічного сина царя Василя IV Шуйського. Страчений через четвертування.

## Біографія
Уродженець міста Вологди, служив в московських наказах; заплутавшись у справах, він восени 1643 року спалив свій будинок (разом з власною дружиною, що збиралася його видати) і, викравши значну суму казенних грошей, втік за кордон.
Протягом дев'яти років (1644—1653) мандрував Європою, спершу під ім'ям «князя Великопермського», потім під ім'ям «князя Іоанна Шуйського» (Ioannes Suiensis), усюди розповідаючи про своє «походження» і просячи матеріальної і політичної допомоги.
Вирізнявся великою кмітливістю і артистизмом шахрая. Під час своїх мандрів прийняв іслам чи юдаїзм (згодом виявилося, що він був обрізаний) і ще кілька разів міняв віру. Заручався в різний час підтримкою настільки різних людей (найчастіше затятих супротивників один одного), як Богдан Хмельницький, турецький султан Ібрагім I, сербські священики, польські магнати, шведська королева Христина, Папа Римський Інокентій X. Пропонував їм в разі підтримки свого воцаріння на Москві різні територіальні та інші поступки. Видавав укази, для яких винайшов особливий формуляр і друк.
Анкудінов — один з перших російських поетів; складав сіллабічні вірші публіцистичного змісту, в яких він всіляко докоряє московському уряду і оспівує господаря, який дав притулок йому притулок. Назви їх говорять самі за себе: «Декларація московському посольству», «Похвала турецькому султану», «На нинішню московську владу», «На Філарета митрополита». Його укази і приватні листи написані досить витонченим на той час літературною мовою.
Зрештою, при значному сприянні Івана Гебдона, Тимошка Анкудінов був виданий Шлезвиг-Гольштейнським герцогом російському уряду Олексія Михайловича, викритий як самозванець і страчений (четвертований) в Москві. Підданий анафемі і включався в список анафематствуемих в Тиждень православ'я аж до часів Павла I.

## Згадки у культурі
В хронологічному порядку
1. Тимофій Анкудінов став прообразом ченця Таїсія з роману Олексія Чапигина про другу половину XVII століття «Гулящие люди» (1930—1937).
2. Головний герой роману Вольдемара Балязин «Царський онук Тимошка Анкудинов».
3. Тимофій Анкудінов є одним з головних дійових осіб роману Леоніда Юзефовича «Журавлі і карлики» (2009).
4. Головний герой роману Євгена Шалашова «Десятий самозванець» (2013).